# Coupe du monde de marche 2014
Navigation
Saransk 2012 Rome 2016
La 26e édition de la Coupe du monde de marche se déroulera les 3 et 4 mai 2014 dans les rues de Taicang, en Chine.

## Tableau des médailles
| Rang | Nation    | Or | Argent | Bronze | Total |
| ---- | --------- | -- | ------ | ------ | ----- |
| 1    | Chine     | 4  | 5      | 1      | 10    |
| 2    | Russie    | 4  | 1      | 3      | 8     |
| 3    | Ukraine   | 2  | 1      | 0      | 3     |
| 4    | Espagne   | 0  | 2      | 0      | 2     |
| 5    | Japon     | 0  | 1      | 1      | 2     |
| 6    | Australie | 0  | 0      | 3      | 3     |
| 7=   | Portugal  | 0  | 0      | 1      | 1     |
| 7=   | Tchéquie  | 0  | 0      | 1      | 1     |
|      | Total     | 10 | 10     | 10     | 30    |

## Podiums

### Hommes
| Épreuve                   | Or                                            | Argent                                    | Bronze                                       |
| ------------------------- | --------------------------------------------- | ----------------------------------------- | -------------------------------------------- |
| 20 km                     | Ruslan Dmytrenko Ukraine 1 h 18 min 37 s (NR) | Cai Zelin Chine 1 h 18 min 52 s (SB)      | Andrey Ruzavin Russie 1 h 18 min 59 s (SB)   |
| 20 km par équipes         | Ukraine 18 pts                                | Chine 23 pts                              | Japon 35 pts                                 |
| 50 km                     | Mikhail Ryzhov Russie 3 h 39 min 05 s (WL)    | Ivan Noskov Russie 3 h 39 min 38 s (PB)   | Jared Tallent Australie 3 h 42 min 48 s (SB) |
| 50 km par équipes         | Russie 7 pts                                  | Ukraine 25 pts                            | Chine 40 pts                                 |
| 10 km juniors             | Gao Wenkui Chine 39 min 40 s (CR)             | Daisuke Matsunaga Japon 39 min 45 s (NJR) | Nikolay Markov Russie 39 min 55 s (PB)       |
| 10 km juniors par équipes | Chine 6 pts                                   | Espagne 17 pts                            | Australie 19 pts                             |

### Femmes
| Épreuve                   | Or                                             | Argent                              | Bronze                                        |
| ------------------------- | ---------------------------------------------- | ----------------------------------- | --------------------------------------------- |
| 20 km                     | Anisya Kirdyapkina Russie 1 h 26 min 31 s (WL) | Liu Hong Chine 1 h 26 min 58 s (SB) | Elmira Alembekova Russie 1 h 27 min 02 s (SB) |
| 20 km par équipes         | Russie 8 pts                                   | Chine 22 pts                        | Portugal 36 pts                               |
| 10 km juniors             | Duan Dandan Chine 43 min 05 s (WJL)            | Yang Jiayu Chine 43 min 37 s (PB)   | Anežka Drahotová Tchéquie 43 min 40 s (NJR)   |
| 10 km juniors par équipes | Chine 3 pts                                    | Espagne 13 pts                      | Australie 20 pts                              |